# Lestomyia
Lestomyia is een vliegengeslacht uit de familie van de roofvliegen (Asilidae).

## Soorten
- L. atripes Wilcox, 1937
- L. fraudigera Williston, 1883
- L. miocenica James, 1939
- L. montis Cole, 1916
- L. sabulona (Osten-Sacken, 1877)
- L. strigipes Curran, 1931
- L. unicolor Curran, 1942